# Robert Benjamin
Robert Saul Benjamin (* 1909; † 22. Oktober 1979 in Manhasset, New York) war ein US-amerikanischer Rechtsanwalt und Manager der Filmwirtschaft. Er war Gründungspartner der Kanzlei Phillips, Nizer, Benjamin, Krim & Ballon, Co-Vorsitzender von United Artists und später Gründungsmitglied von Orion Pictures.

## Leben
Robert Benjamin übernahm zusammen mit seinem langjährigen Freund und Kollegen Arthur B. Krim 1951 die Filmgesellschaft United Artists. Die Abmachung mit den damaligen Eigentümern Charlie Chaplin und Mary Pickford sah vor, dass, wenn das Unternehmen in einem der ersten drei Jahren unter ihrer Leitung einen Gewinn erzielte, die beiden einen Anteil von 50 Prozent des Unternehmens für einen Dollar erwerben konnten. Der Gewinn stellte sich schnell ein und 1955 kauften sie Chaplin und Pickford auch deren Anteile ab. 1957 brachten sie das Unternehmen an die Börse.
Für sein soziales Engagement wurde Robert Benjamin 1980 posthum der Jean Hersholt Humanitarian Award verliehen. Seine Witwe Jean nahm den Preis für ihn entgegen.